# Sedia gestatoria

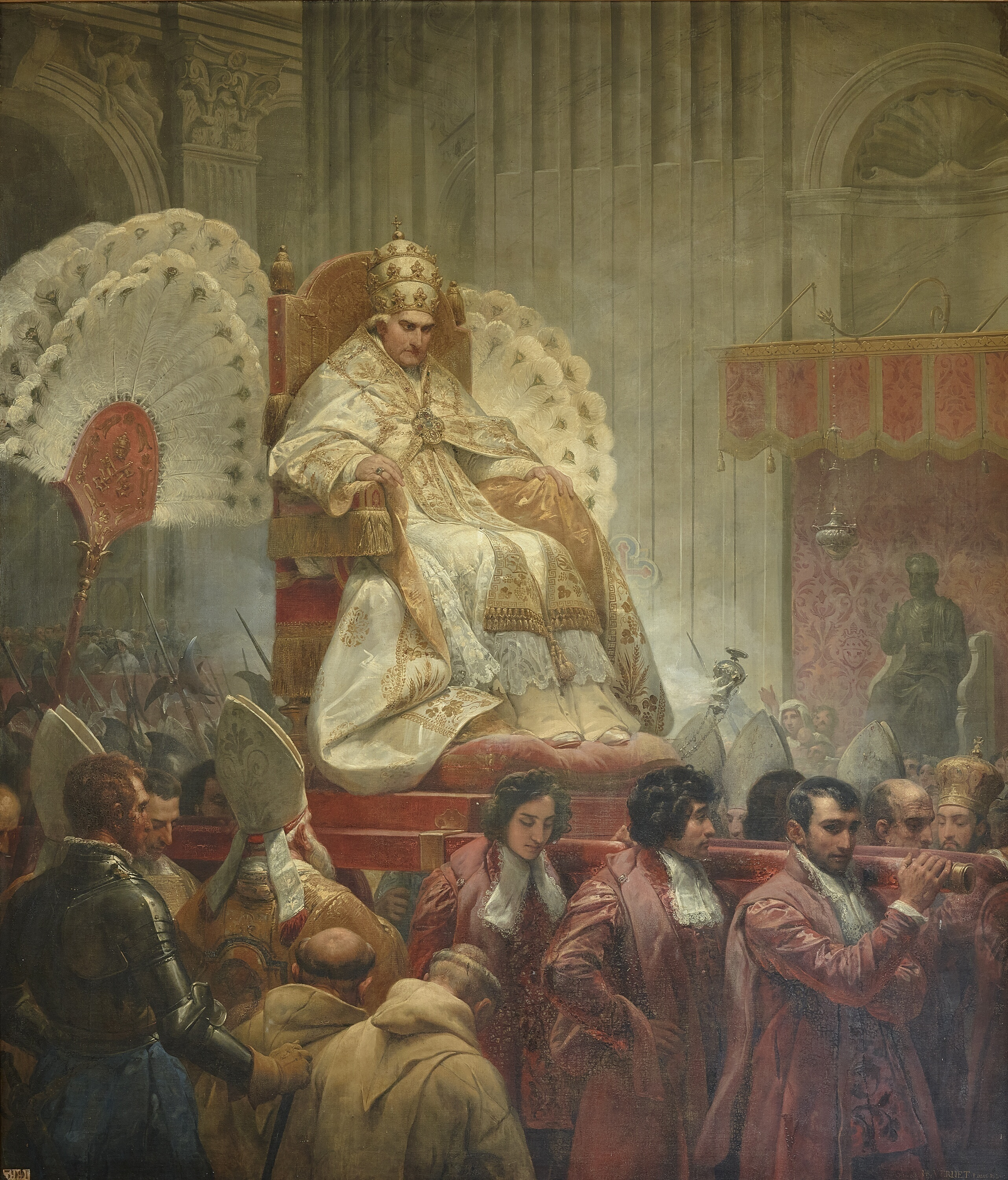
Пій VII у Sedia Gestatoria

Sedia Gestatoria — переносний трон для перевезення римських пап. Являє собою варіант переносного крісла — багато прикрашене, оббите шовком крісло встановлено на постаменті, з кожної із сторін якого закріплено два позолочених залізних кільця; крізь ці кільця пропущені дві дошки, з допомогою яких дванадцять чоловік переносять sedia gestatoria на своїх плечах. Ліворуч і праворуч від крісла укріплені дві флабеллума — ритуальних віяла з страусиного пір'я.
Використовується в основному щоб доставляти папу римського на церемонії у Собор Святого Іоанна Латеранського або у Собор Святого Петра і назад. Крім того під час церемоній папської коронації, перед новообраним понтифіком, що сидить на sedia gestatoria, триразово спалюють пучок клоччя зі словами Sancte Pater, sic transit gloria mundi (Святий Отець, так проходить слава земна), після чого проносять понтифіка по місту.  Папа Іван Павло І при своєму обранні відмовився використовувати sedia gestatoria, як, втім, і папську тіару. Втім, згодом його переконали, що у віруючих повинна бути можливість бачити понтифіка під час його переміщення по місту. Однак, його наступник Іван-Павло II остаточно відкинув використання sedia gestatoria, і воно було замінено самохідним і броньованим папамобілем.